# Нескучное (усадьба)

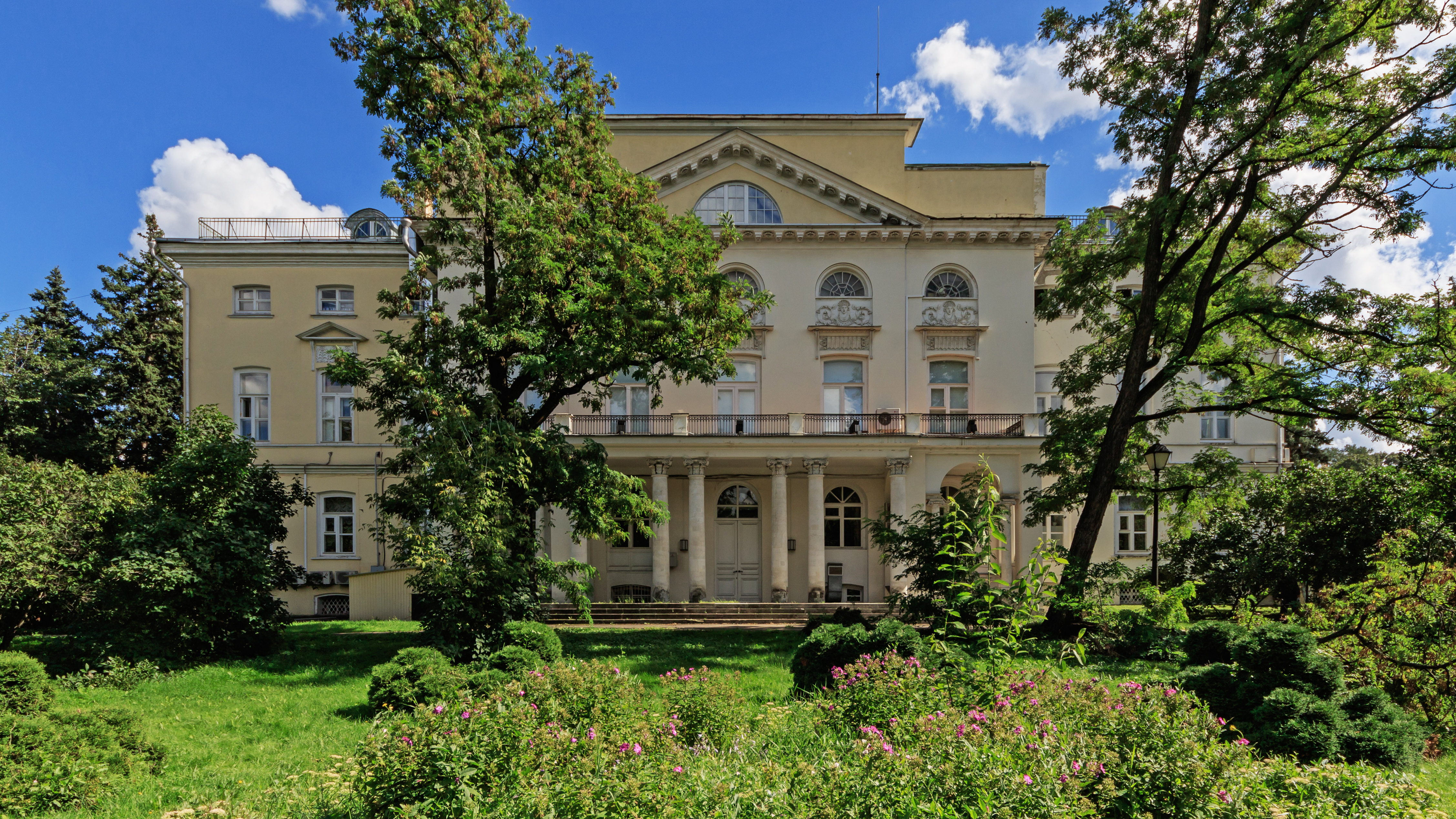
Александрийский дворец — садовая сторона

«Нескучное» — обширная загородная усадьба князя Н. Ю. Трубецкого, располагавшаяся к югу от Москвы, на правом берегу Москвы-реки. К концу XVIII века название «Нескучное» распространилось и на усадьбы, соседние с имением Трубецких. В начале царствования Николая I все участки были выкуплены дворцовым ведомством и на этих землях разбит Нескучный сад.

## Южная усадьба (Трубецких)
Князь Н. Ю. Трубецкой купил 18 октября 1728 года на имя своего пятилетнего сына Петра у архимандрита Заиконоспасского училищного монастыря Германа (Копцевича) «дворовое хоромное строение с деревьями, насаженными на берегу Москвы-реки». Участок располагался недалеко от Андреевского монастыря возле двора Анны Лукинишны Стрешневой (невестки Т. Н. Стрешнева) и её зятя князя Бориса Васильевича Голицына — юго-восток современного Нескучного сада, неподалёку от площади Гагарина.

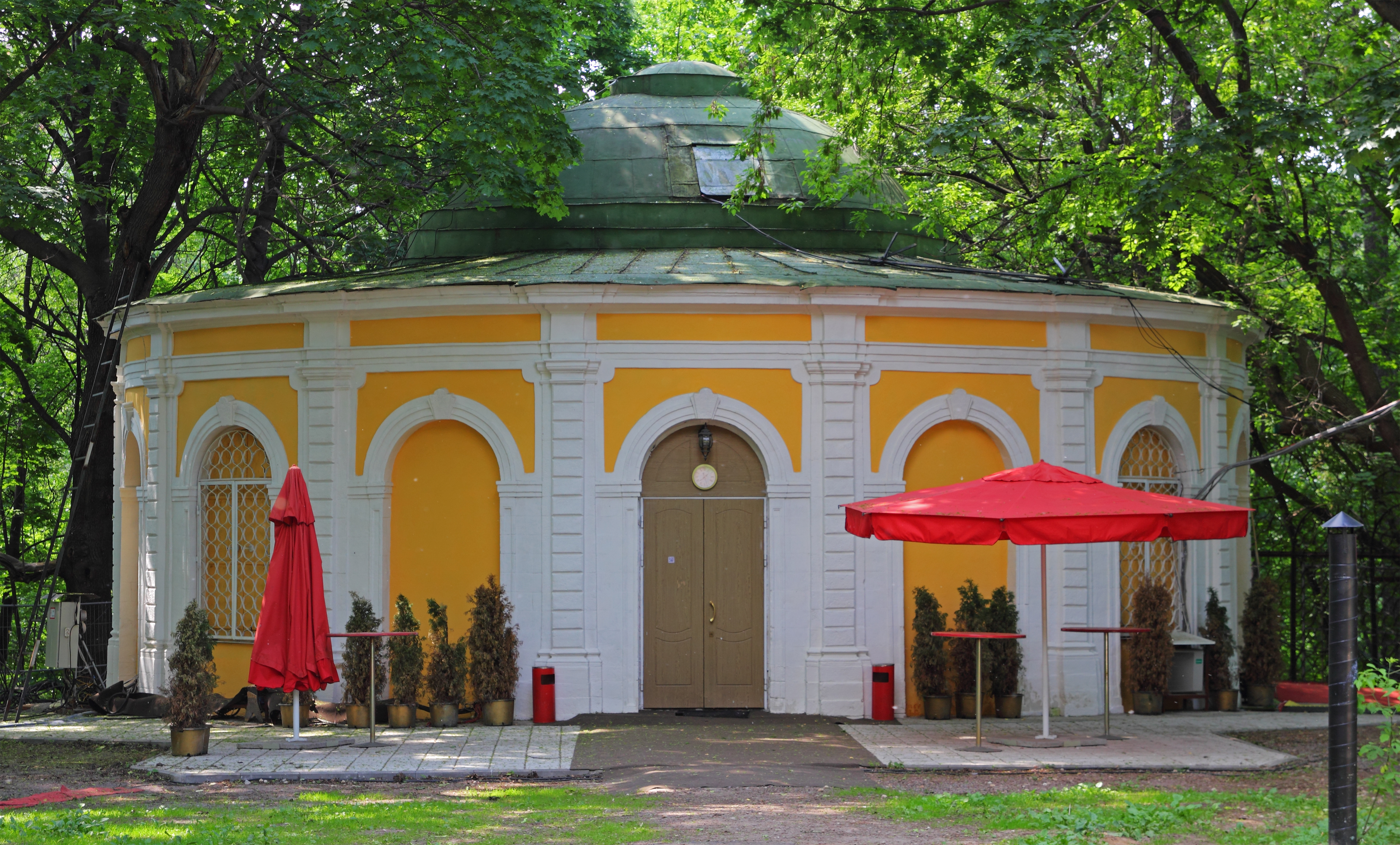
Охотничий домик усадьбы Трубецких — место проведения игры «Что? Где? Когда?»

В начале 1750-х годов здесь был возведён в стиле барокко, по проекту архитектора Д. В. Ухтомского Нескучный загородный дом (двухэтажный, с 4 флигелями).
От обширного регулярного парка с «птичьим домом», домиками ординарцев и караульнями сохранился только Охотничий домик — крытая беседка из кирпича, известная широкой публике как традиционное место проведения игры «Что? Где? Когда?». За домом были устроены «лабиринт» и оранжереи, в глубоком овраге — зверинец.
После смерти Никиты Юрьевича «Московские ведомости» вышли с объявлением, что выставлен на продажу двор «загородной, состоящий у Калужской заставы, близ Донского монастыря, с оранжереями и в доме с мебелями ценою за 30000 рублёв, с заплатою оных денег в пять лет». Покупателя не нашлось, и уже в 1776 году князь П. Н. Трубецкой извлекал из Нескучного доход следующим образом:
Под смотрением Мелхиора Гротти, содержателя московского театра и разных зрелищ, бывают воксалы, где за вход каждая персона платит по 1 рублю, выключая за ужин, напитки и конфекты, что всё получается за особливую умеренную цену; онаго дому сад бывает иллюминован разными горящими в фонарях огнями; сверх того собирается музыка, состоящая в разных инструментах.
Сохранившийся план 1791 года свидетельствует, что князь Д. Ю. Трубецкой (прадед Льва Толстого) начал перекраивать усадьбу на новый лад: был разбит «версальский сад» с крытыми деревянными галереями; между зверинцем и главным домом был птичник, рядом с которым каменный грот; прямая аллея за домом (с двумя параллельными ей и тремя перпендикулярными) завершалась каменными и деревянными галереями. В 1795 году Нескучное принадлежало его сыну Ивану, который в конце XVIII века (в исповедной ведомости за 1800 год сведения о Трубецких уже отсутствуют) продал имение надворному советнику В. Н. Зубову. В это время здесь по-прежнему проводились многолюдные гуляния; к маю 1805 года относится сообщение, что
В Нескучном, у Калужских ворот, товарищ Гарнереня Александр спустил шар, а поднявшись очень высоко, отрезал верёвку и спустился благополучно на Девичьем поле, но попал в пруд. Всё сие было хорошо, удачно и прекрасно.
Журнал «Москвитянин» вспоминал об этом событии в 1844 году:
Более 50000 зрителей поражены были ужасом, когда он, отделясь от воздушного шара под парашютом, ещё не развернувшимся, казался падающим на землю. Народ принял его с восклицанием ура! И торжественно проводил до места, с которого он поднялся в воздух.
В 1817 году полковник Егор Фёдорович Риттер пытался организовать здесь производство «чугунных, железных и медных вещей», однако дело не осуществилось и в Нескучном продолжали развлекать публику.
В 1823 году Нескучным владел князь Л. А. Шаховской, который в 1825 году обнаружил в усадьбе якобы целебные воды и построил первое в Москве заведение искусственных минеральных вод. Однако предприятие принесло один убыток: «в тамошние ванны никто не садился, воды не пили, в галереях не гуляли». Князь Шаховской, поселившись в своём селе Тятьково Тверской губернии, продал в ноябре 1826 года Нескучное императорской фамилии. Нескучное должно было стать владением императрицы Александры Фёдоровны. В связи с этим название усадьбы было изменено на «Александрия».

## Средняя усадьба (Голицыных)
С имением Трубецких граничили владения князей Голицыных, чьё имя носила и близлежащая Голицынская больница. Знаменитая своим крутым и неуступчивым нравом княгиня Наталья Петровна Голицына распорядилась в завещании не продавать дачу ранее чем через 5 лет после своей смерти. Тогда её сын, московский градоначальник Д. В. Голицын, выкупил имение Шаховских и преподнёс его императорской фамилии. Собственные же 11 десятин земли он продал министерству императорского двора только в 1843 году. В описи указывается на то, что в парке растут 2500 лип, берёз и клёнов, а также имеются ветхие строения (каменное и деревянное).

## Северная усадьба

### Имение Демидова
Часть Нескучного сада, которая ближе всего к центру Москвы, эксцентричный промышленник Прокофий Демидов купил в 1754 году у разных владельцев — часть у генерала Ф. И. Соймонова, другую — у Дарьи Фёдоровны, вдовы князя В. А. Репнина. Ещё раньше этими землями владели князья Куракины. К 1756 году, когда была подана челобитная о возведении «каменных палат», Демидов сосредоточил в своих руках все земли «между рвом и дорогою, что ездят от церкви Риз-Положения к Москве-реке».
Демидовский дворец был выстроен в стиле барокко по проекту архитектора Яковлева (по другим сведениям, В. Иехта) в том же году. При дворце Демидов развёл целый ботанический сад в форме амфитеатра с двумя оранжереями (зимней и летней), а также «травниками». Академик Паллас, составивший каталог растений Демидова, утверждал, что его сад «не только не имеет себе подобного во всей России, но и со многими в других государствах сравнен быть может как редкостью, так и множеством содержащихся в оном растений».
После смерти владельца опустевшую демидовскую усадьбу приобрела Елена Никитична — жена генерал-прокурора А. А. Вяземского, которая провела детство в этих местах, в имении своего отца Никиты Трубецкого.

### Имение Орловых
В 1793 году у Вяземской бывшее имение Демидова выкупил граф Фёдор Орлов — один из знаменитых братьев Орловых. Ранее в его собственность уже перешёл соседний земельный участок, который занимала фабрика купца Серикова. Фёдор Григорьевич хотел выстроить за городом «хоромы», которые превзошли бы по изяществу усадьбу на Донском поле его брата Алексея Чесменского. До своей смерти в 1796 году Орлов успел перестроить дом Демидова в соответствии с требованиями классицизма. Тогда же у дворца появился нарядный восьмиколонный портик.

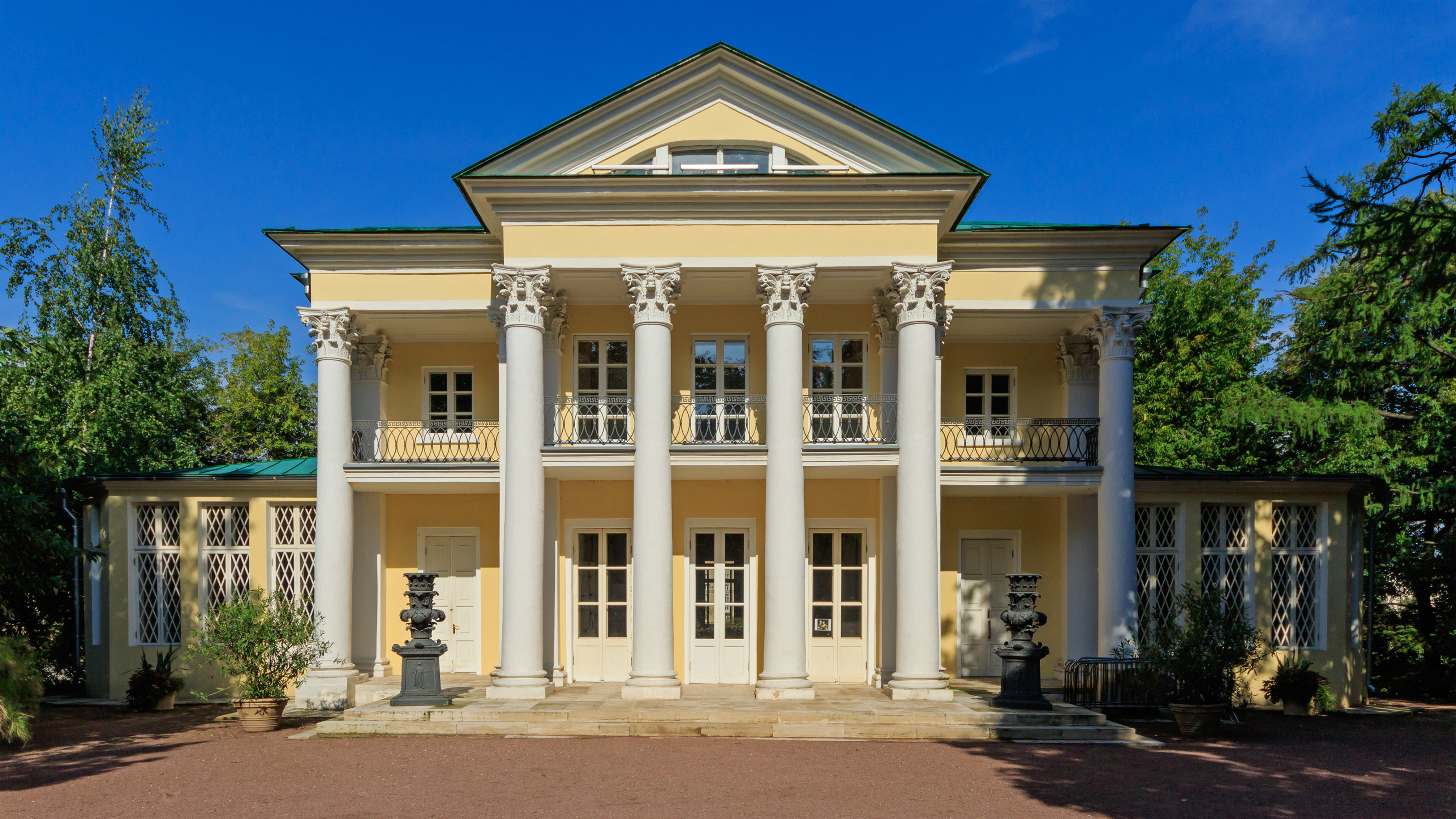
Летний домик графа Орлова

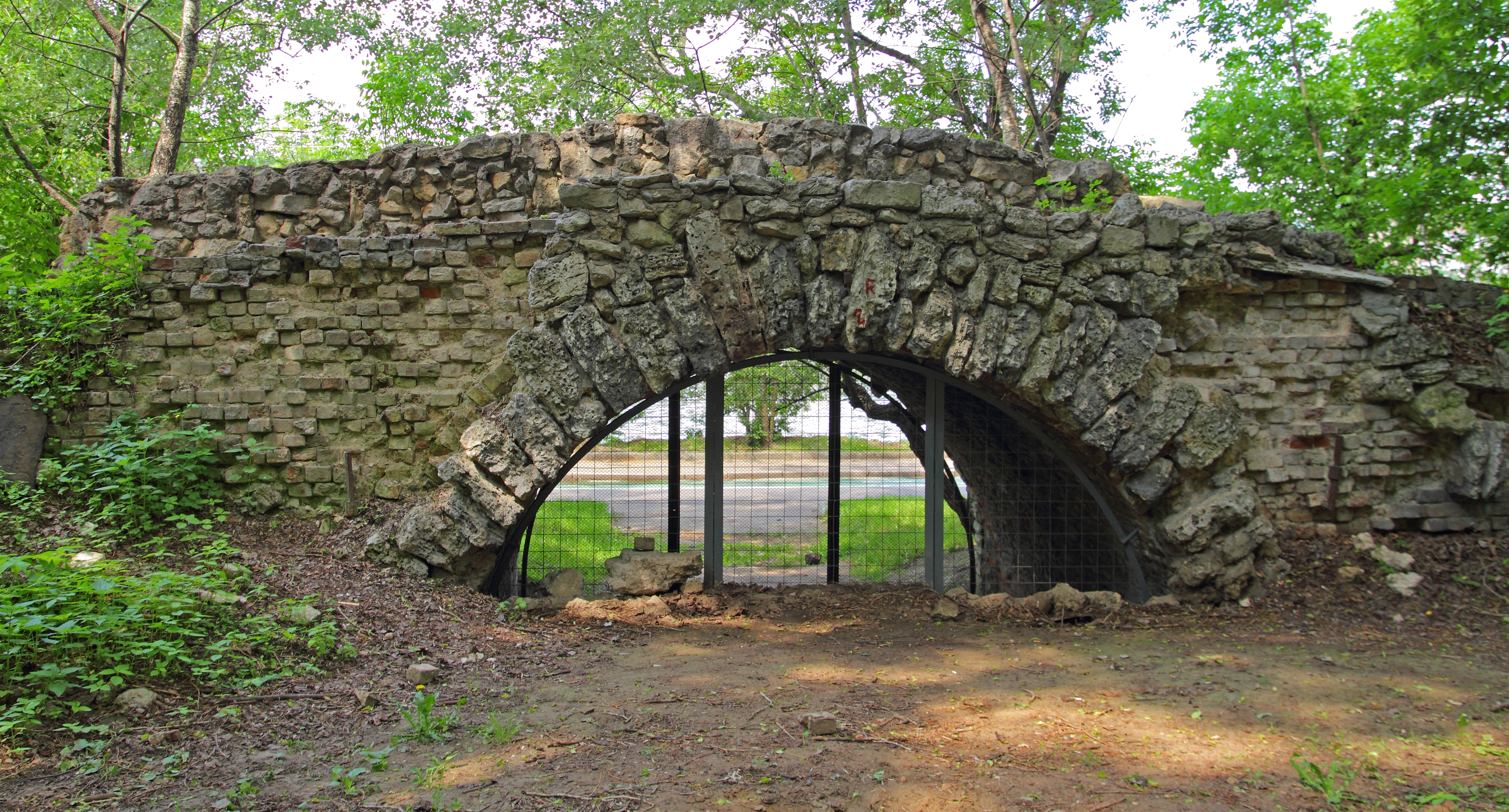
Мостик в Нескучном саду

Не имея законнорождённого потомства, Ф. Г. Орлов завещал имение своей 11-летней племяннице Анне Чесменской. Всё управление Нескучным от имени дочери осуществлял её знаменитый отец. В бывшем Демидовском дворце старый граф давал пиршества для забавы своей единственной дочери, по окончании которых пускали фейерверк. В манеже Нескучного каждое лето графиня Анна и её сверстницы устраивали шумные карусели.
При Орловых в пейзажном парке (нынешнем Нескучном саду) появились несколько крупных павильонов, в их числе Ванный домик   – по преданию, место купания Екатерины II. Домик стоит в овраге, над ключом и искусственным прудом, к которому обращён колонной полуротондой с куполом. Рядом сохранился и грот из валунов.
Как пишет М. И. Пыляев, «сад графа в Нескучном был расположен на полугоре, разбит на множество дорожек, холмов, долин и обрывов и испещрён обычными постройками в виде храмов, купален, беседок; все памятники и постройки в этом саду напоминали подвиги и победы графа». В 1804—1806 гг. в имении Орлова был воздвигнут двухэтажный Чайный домик с 4 коринфскими колоннами. 
Во время французской оккупации дворец Орловой занимал известный маркиз Лористон. По случаю коронации Николая I в 1826 году графиня Орлова дала огромнейший бал, на который съехались 1200 гостей. Одних свечей во дворце горело до семи тысяч, столового серебра и бронзы было арендовано на 40 тысяч рублей. К этому времени интерьеры дворца были отделаны в ампирном вкусе, появилась и парадная металлическая лестница по эскизу О. Бове. Возможно, именно во время этого бала императрица выразила пожелание приобрести Нескучное. В 1832 г. Орлова продала имение в казну за полтора миллиона рублей.

## Императорская усадьба

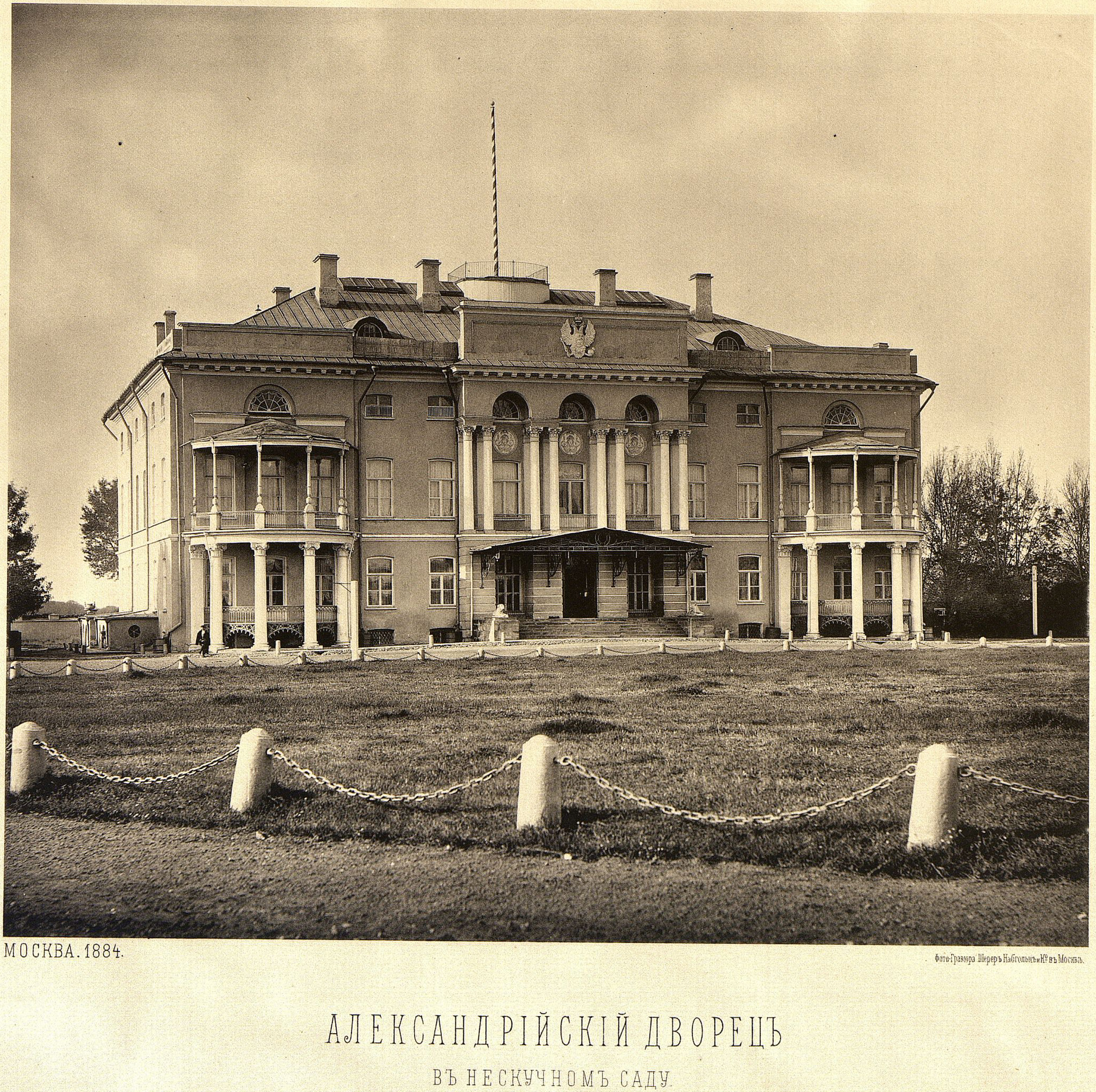
Александрийский дворец в Нескучном Саду, фото 1884 года

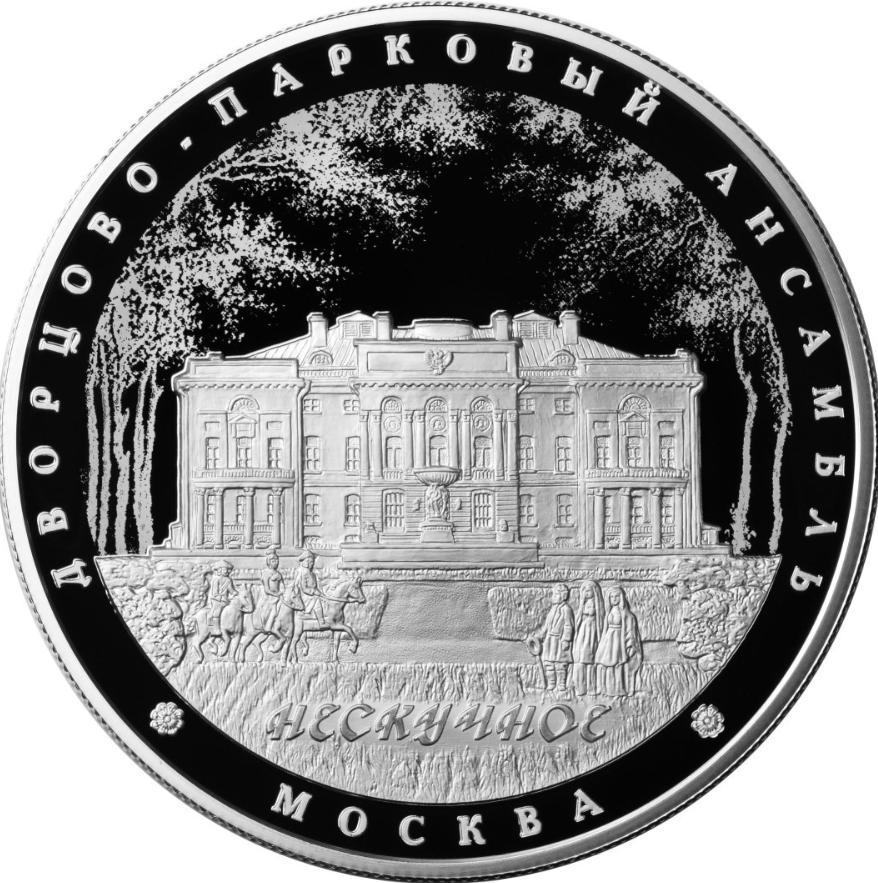
Монета. Дворцово-парковый ансамбль «Нескучное». Россия, 25 рублей, 2017 год

После приобретения Нескучного дворцовым ведомством Е. Д. Тюрину было поручено привести его в соответствие со вкусами и потребностями новых владельцев. Демидовский дворец был переименован в Александрийский и обновлён в духе позднего ампира. От Калужской улицы ко дворцу проложен парадный подъезд. Въезд в парк оформлен пилонами с аллегорическими скульптурами, представляющими изобилие. Регулярная террасная планировка заменена пейзажной, через овраги перекинуты мостики, перестроен манеж. 
Парадный двор перед дворцом образуют два корпуса — фрейлинский и кавалерский; на тот же двор выходят дорические колонны ампирной Гауптвахты. В 1935 году по проекту архитектора В. И. Долганова был устроен парадный двор с курдонёром, на который с Лубянской площади перенесли чугунный фонтан работы Ивана Витали. В советское время бывший дворец был отдан под размещение президиума Академии наук.

### Воздушный театр
Изюминкой обновлённого Нескучного стал театр на открытом воздухе, где вместо кулис служили деревья и кусты. У М. Пыляева он описывается как «крытая большая галерея полукружием», где сцена «была приспособлена так, что деревья и кусты заменяли декорации». Летом 1830 года его посетил с невестой Пушкин. Актёр Щепкин писал об этой диковине Сосницкому:
Вообрази, театр весь открытый как над зрителями, так и над сценой; зад сцены не имеет занавеса и примыкает прямо к лесу; вместо боковых кулис врыты деревья; при малейшем ветерке не слыхать ни слова; к тому же карканье ворон и галок служит в помощь к оркестру; сухого приюта нигде нет.
Мысль о создании театра подал министр императорского двора П. М. Волконский, ибо (как заметил А. Я. Булгаков в письме к брату) «летом никто не бывает в театрах» по причине духоты. На театральные представление в Нескучное поначалу съезжался весь город, однако со временем «воздушный театр» наскучил публике. Для этого были свои причины: «Однажды в проливной дождь дотанцевали последнее действие „Венгерской хижины“ почти по колено в воде», — вспоминал Загоскин. 
Когда устроили Петровский парк и там выстроили театр, а в Нескучном бывший стал ветшать, то его упразднили; начали больше ездить в парк и Нескучное пришло в забвение.